# 布哈拉猶太人
布哈拉犹太人（布哈拉语：יהודיאני בוכארא/якудиёни Бухоро, 希伯來語：‎）是指歷史上在中亚定居的犹太人，历史上他們讲布哈里安語。他们的名字来自布哈拉酋長國，那里曾经有相当多的犹太人。 
自苏联解体以来，绝大多数布哈拉犹太人移民到以色列或美国，而其他一些人则移民到欧洲或澳大利亚。